# ヨラ
ヨラ (Yola) は、ナイジェリアアダマワ州の州都である。ベヌエ川沿いに位置し、人口は2010年時点で 111,840人である。ヨラは1841年に建立され、1901年にイギリスに攻め落とされるまでは、フラニ族の国の首都だった。乾季（4月から5月）の日中の温度は、40度を大幅に超える。
ヨラは2つの地域にわかれている。ヨラの古くからの町であるラミド (Lamido) は伝統的な都市であるのに対し、新しい町である北西 5 km 先にあるジメタ (Jimeta) は行政都市かつ商業都市である。通常、ヨラはラミドとジメタの両方を意味する。北部にはマンダラ山脈が、南部にはシエブシ山脈があり、ガシャカ・グムティ自然保護区やマンビラ高原へのアクセスポイントである。

## 歴史
ヨラは1841年に建立され、1901年にイギリスに攻め落とされるまでは、フラニ族の国の首都だった。今日のヨラは、1991年にゴンゴラ州から分離してつくられたアダマワ州の州都である。
フラニ族の首長であるモディボ・アダマが1841年にヨラを建立した。
19世紀初頭のシャイフ・ウスマン・ダン・フォディオによるジハード・ムーブメントで、モディボ・アダマはベヌエ川上流の人々をムスリムへ導くことに成功したため、認められた。モディボはフラニ族の教師である。
ヨラが建設された後に初めて訪れたヨーロッパ人は、おそらく1849年のハインリヒ・バルトである。バルトはサハラ砂漠をボルヌ帝国の中心地であるクカワを経由して訪れた。

## 交通・文化
ジメタには、市場、動物園、サウジアラビアへの直行便がある空港、郵政公社と電話局の事務所、モスクと大聖堂がある。ジメタは、北にあるムービやマイドゥグリ、西にあるヌマンやゴンベとバウチ、南にあるマクルディやカツィナなど周辺の都市の交通（バスやタクシー）のハブとしての役割を持つ州都である。タクシーはカメルーンのガルアまで利用できる。ヨラ空港からはアブジャとラゴスへの定期便がある。州立ポリテクニックとヨラ連邦工科大学が、北のムービ方面へ 10 km 進んだ先にある。アダマワにはナイジェリアで最大の貨物倉庫の1つがあり、西のヌマン方面へ 5 km 進んだ先にある。